# Fischhalle (Trouville-sur-Mer)

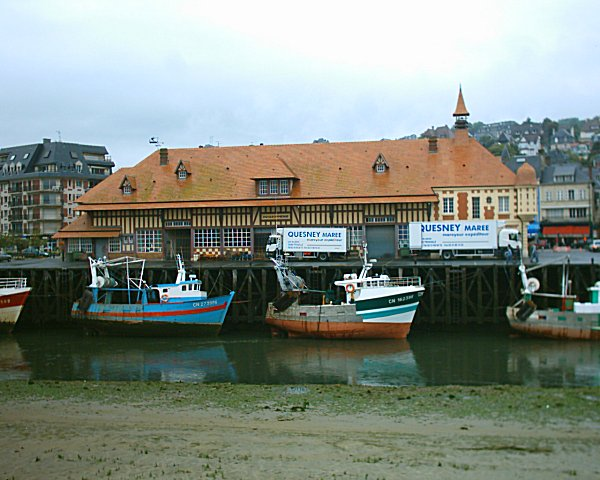
Fischhalle in Trouville-sur-Mer

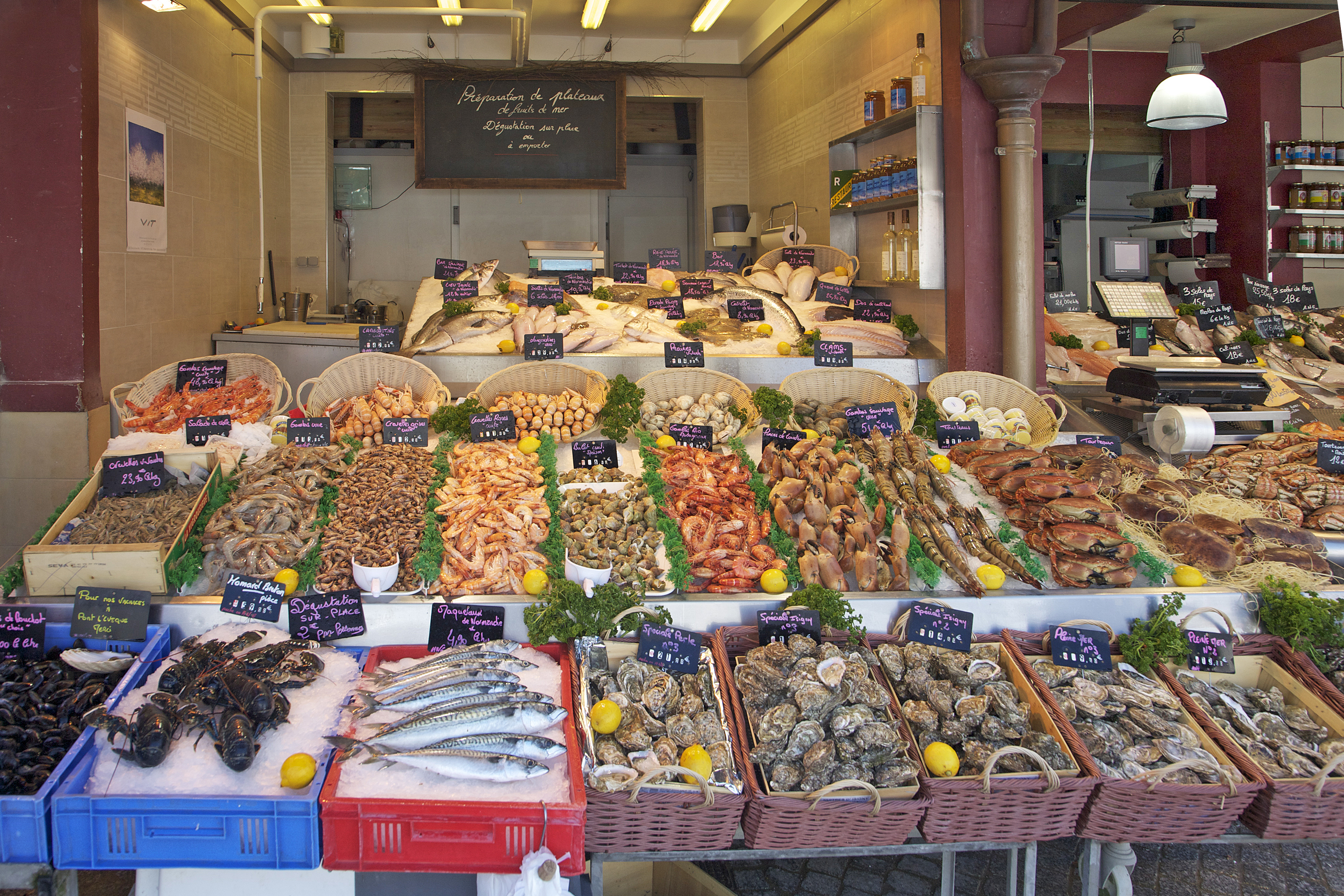
Innenansicht

Die Fischhalle in Trouville-sur-Mer, einer französischen Gemeinde im Département Calvados in der Region Normandie, wurde 1936 errichtet. Die Markthalle für den Fischverkauf am Boulevard Fernand Moureaux steht seit 1992 als Monument historique auf der Liste der Baudenkmäler in Frankreich.
Das Gebäude wurde nach Plänen des Architekten Maurice Vincent aus Trouville erbaut. Die Halle aus Stahlbeton wurde mit Blendfachwerk verkleidet, sodass sie wie ein typisches Bauwerk der Region aussieht.